# جامعة فلسطين
جامعـة فلسطين  جامعة فلسطينية أهلية أسست لأجـل خدمة الشعب الفلسطيني بكافة قطاعاته، على أسس أكاديمية وتقنيـة عاليـة. تتمتع الجامعة باستقلالية كاملة أكاديمية ومالية وإدارية، وتضع على عاتقها رسالة جليلة وهـي توفير مستوى رفيع وعصـري من التعليم الجامعي لطلابها، من خلال تهيئة بيئـة تعليميـة تساندها تقنيات إلكترونية حديثة متكاملة ومناهـج أكاديمية عالية الجودة، وكذلك تأمين خدمات الدعم والمساعدة للطلاب عبر مناخ جامعي متميز يضمّ خيرة من الخبراء والأساتذة الجامعييـن.

## موقع الجامعة
تقع المدينة الجامعية لجامعة فلسطين على مساحة 30 دونم، في موقع يتوسط قطاع غزة، وهو مدينة الزهراء جنوب مدينة غزة، وتبعد مسافة 1 كم فقط عن شاطئ بحر غزة، وقد تم اختيار هذا الموقع المتوسط لضمان سهولة الوصول إليها من كافة أرجاء قطاع غزة.

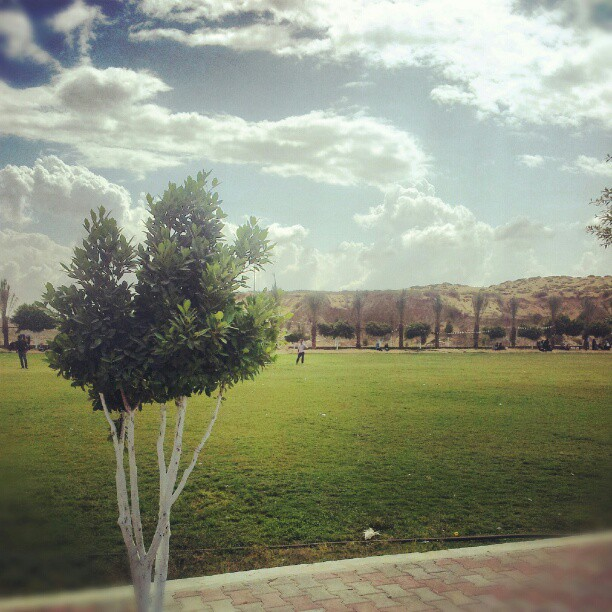
جامعة فلسطين في قطاع غزة

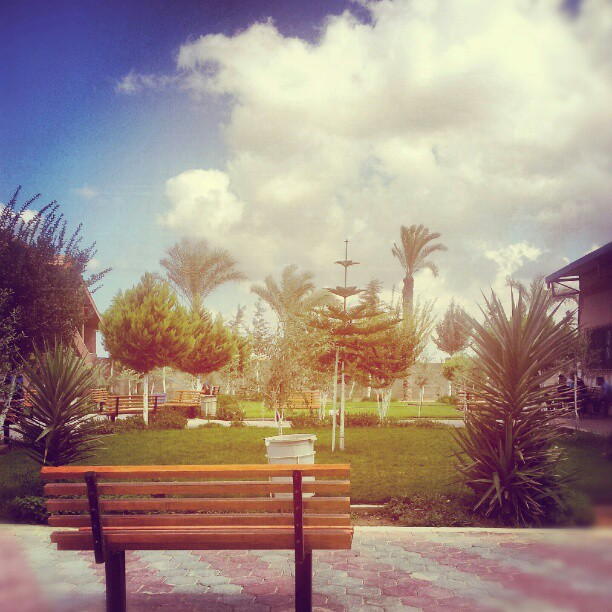
جامعة فلسطين في قطاع غزة

## البرامج المعتمدة[1]

### كلية هندسة البرمجيات والذكاء الاصطناعي
- قسم هندسة البرمجيات  مع العلم انه تخصص الأول من نوعه في قطاع غزة
- قسم هندسة الذكاء الاصطناعي
- قسم الوسائط المتعددة

### كلية الهندسة التطبيقية والتخطيط المعماري
- قسم الهندسة المدنية ويشمل علي تخصصات دقيقة ويدرس فيهما مساقات اعلي من درجة بكالوريوس:
  - هندسة نظم المعلومات الجغرافية والجيوماتكس (GIS)
  - هندسة إدارة البناء والتشييد
- قسم الهندسة المعمارية ويشمل:
  - التصميم الداخلي والديكور
  - التخطيط الحضري

### كلية تكنولوجيا المعلومات
- نظم المعلومات الإدارية (الفرع العلمي- الفرع الأدبي)
- نظم التعليــــم الإلكترونــــي (الفرع العلمي)
- الوســـائط المتعـــــددة (الفرع العلمي)

### كلية إدارة المال والأعمال
- قسم المحاسبة
- قسم إدارة الأعمال

وتم اعتماد القسمين للدراسة باللغة الإنجليزية
وباللغة العربية ويوجد برنامج الدراسات المسائية

### كلية القانون والممارسة القضائية
وهذه الكلية تضم تركيزات في مجال القانون هي الأولى على مستوى فلسطين وهي:
- القانون الدولي الإنساني
- قانون المال والأعمال
- القانون الجنائي
- القانون المدني
- الشريعة والقانون

### كلية الإعلام والإتصال
وهي كلية جديدة من نوعها ومتخصصة تمنح درجة البكالوريوس في الإعلام بالتخصصات التالية:
- الإذاعة والتلفزيون
- الصحافة والنشر الإلكتروني
- العلاقات العامة
- الترجمة الإعلامية

### كلية التربية
كلية التربية هي إحدى الكليات الأساسية النوعية في جامعة فلسطين والموجهة نحو إعداد الكوادر القادرة على القيام بمهمة التعليم في مجالاته المختلفة؛ معرفية وتربوية وتقنية وإمكانية تطويرها.
واستكمالاً للمسيرة العلمية لجامعة فلسطين وللتخصصات التي يحتاجها قطاع غزة بشكل خاص فقد وضع القائمون على الجامعة منذ البداية أهمية خاصة لافتتاح كلية تربية بمواصفات راقية تتلائم مع تطور المناهج الدراسية المختلفة وحاجات المدارس.
إن ضعف مستوى المدارس والتلاميذ في السنوات الأخيرة يعود في جزء كبير منه إلى ضعف قدرات المدرسين وعدم الموائمة بين حداثة المنهاج الدراسى وقدرات المدرس، مما يدعم التوجه اللازم للتركيز على تحسين الطاقة البشرية.
تقوم كلية التربية على ضرورة إكساب الطلبة المهارات العلمية والعملية وعلى رفع قدرة المعلم الذاتية على فهم واستيعاب التطور المعرفي والتقني في مجال تخصصه بما يتلائم مع المناهج الفلسطينية الحديثة التي وضعت في السنوات الأخيرة، وعلى الاستعانة بالوسائل والوسائط التكنولوجية المساعدة في إنجاح العملية التعليمية.
لقد تم اعداد مواصفات الكلية وخططها الدراسية من قبل مجموعة من الكوادر المتخصصين في المجالات التربوية من داخل وخارج الجامعة بعد دراسة ومقارنة الخطط الدراسية المطروحة في الجامعات العربية والجامعات المحلية الأخرى بالتعاون مع وحدة الجودة النوعية في الجامعة وتم إقرارها من المجلس الأكاديمي ومجلس الجامعة.
لقد سعت إدارة الجامعة إلى توفير كافة المتطلبات الفنية والمادية للبرنامج، وعملت على استقطاب مجموعة من أعضاء الهيئة التدريسية المميزين لبناء الكلية.
يتماشى إعداد وتصميم برنامج بكالوريوس في التربية تخصص معلم المرحلة الأساسية الدنيا، مع الرؤية المحددة في وثيقة " إستراتيجية إعداد وتأهيل المعلمين"، وذلك بهدف إعداد كوادر قادرة على التعليم الأساسي وفق المنهاج الفلسطيني، وكذلك تنمية قدراتهم الذاتية على فهم واستيعاب التطور المعرفي والتقني، لذا تم تحديد أهداف البرنامج والخطة الدراسية التي تحقق تلك الأهداف وتوفير الكوادر الأكاديمية القادرة على تنفيذ الخطة وتأمين جميع المتطلبات اللازمة لذلك من مختبرات وكتب.
ولقد أعد البرنامج نخبة من الخبراء المتخصصين من داخل وخارج الجامعة، بالتعاون والتنسيق مع وحدة الجودة وتم الموافقة على البرنامج من المجلس الأكاديمي ومجلس الجامعة.

### كلية الطب وجراحة الفم والأسنان
كلية الطب وجراحة الفم والأسنان هو أحد البرامج الهامة الذي سيساهم إن شاء الله في تحقيق توجهات الجامعة ورسالتها القائمة على التوجهات الاستراتيجية الوطنية للتعليم العالي والمتمثلة في المساهمة في تطوير الفكر الإنساني والمشاركة في عملية التنمية المجتمعية.
واستكمالاً للمسيرة العلمية لجامعة فلسطين وللتخصصات التي يحتاجها الوطن الحبيب – وقطاع غزة بشكل خاص- فقد وضع القائمون على الجامعة منذ البداية اهمية خاصة لافتتاح برنامج يمنح درجة بكالوريوس طب وجراحة الفم والأسنان بمواصفات علمية وعالمية.
لقد تم اعداد الخطة الدراسية بمحتوياتها العلمية من قبل مجموعة من الكوادر المتخصصين في المجالات الطبية وطب الأسنان بعد دراسة العديد من الخطط الدراسية المطروحة في الجامعات العربية والجامعات الاجنبية الأخرى مع مراعاة الاستحداث في جميع التوجهات العلمية.
برنامج بكالوريوس طب وجراحة الفم والاسنان سيتيح الفرصة لأبنائنا للاستغناء عن دراسة هذا التخصص في الخارج وتوفير الأموال الطائلة التي تقع على كاهلهم عند الالتحاق بدراسة طب وجراحة الفم والاسنان في خارج الوطن سواء في البلاد العربية أو الاجنبية.
لقد سعت إدارة الجامعة إلى توفير كافة المتطلبات الأكاديمية والفنية والمادية للكلية، وعملت على استقطاب مجموعة من أعضاء الهيئة التدريسية المميزين لبناء الكلية على مستوى علمي راقي رغم كل الصعاب.
يقوم برنامج طب وجراحة الفم والاسنان على ضرورة إكساب الطلبة المهارات العلمية والعملية في مختلف مجالات طب وجراحة الفم والاسنان، والتركيز على احتياجات السوق من حيث القدرة والنوعية المميزة للخريجين،
وعلى الاستعانة بالتطورات التكنولوجية والوسائل المساعدة في إنجاح العملية التعليمية، بما يساهم في دعم التوجهات الاستراتيجية للتعليم العالي ويعزز جهود التنمية.

## الاعتماد العام من وزارة التربية والتعليم العالي
تم اعتماد جامعة فلسطين من قبل وزارة التربية والتعليم العالي بتاريخ 16/7/2007 م مما يمكنها بتدريس طلاب بشكل نظامي ورسمي،
وهي عضو في اتحاد الجامعات العربية
لماذا جامعة فلسطين... الجامعة والمجتمع
1. المحافظة على هوية المجتمع الوطنية والعربية والإسلامية، ودعم وحدته وتماسكه، ونشر ثقافته والإبقاء على ثوابته، كما يجب التركيز على الجمع بين الأصالة والمعاصرة.
2. فتح مجالات جديدة توافق رغبات الدارسين واحتياجات الوطن
3. المساهمة مع الجامعات المحلية في الحركة العلمية.
4. حاجة السوق في المستقبل المنظور إلى مؤسسات تعليم جامعي جديدة في ضوء النسبة المرتفعة للنمو السكاني، وبالتالي الزيادة الكبيرة في عدد طلاب المدارس في فلسطين
5. مشاركة القطاع الخاص في بناء المجتمع الفلسطيني وعملية التنمية في فلسطين، حيث إن مشاركة القطاع الخاص في توفير مؤسسات التعليم العالي، سيعمل على تخفيف العبء المالي على السلطة الفلسطينية في ضوء محدودية الموارد المالية لها من ناحية، وتلبية حاجة السوق من ناحية أخرى، على أن يكون ذلك ضمن ضوابط الجودة والنوعية المعتمدة وإشراف وزارة التعليم العالي الفلسطينية.
6. المساهمة في رفع الجودة الأكاديمية للتعليم الجامعي بما توفره الجامعة من تقنيات متطورة وكفاءات، وما توفره كذلك من بيئة تنافسية تسهم في تحسين الأداء العام ورفع الجودة للتعليم الجامعي.

## منح جامعة فلسطين
تقدم جامعة مجموعة متنوعة من المنح الدراسية لطلابها:
1. منحة الثانوية العامة (التوجيهي)
2. منحة حفظة القرآن
3. منحة الامتياز
4. منحة كلية التربية في جامعة فلسطين
5. منحة الشهداء والأسرى
6. منحة الإخوة
7. منحة موظفو الجامعة
8. منحة لاجئي سوريا

## الشراكات
تمتلك جامعة فلسطين شراكات مع عدد من الجامعات العربية والعالمية:-
- جامعة القاهرة
- جامعة قناة السويس
- جامعة عين شمس
- جامعة محمد الخامس أكدال
- جامعة صلاح الدين
- جامعة الحديدة
- جامعة اليمن
- جامعة دافوديل
- جامعة ليل
- جامعة برشلونة
- جامعة فالنسيا

## وصلات خارجية
- الموقع الرسمي لجامعة فلسطين
- عضويات وشراكات الجامعة